# Артимишин Олекса
Артимишин Олекса (23 березня 1887, с. Нова Кам'янка, Жовківський район, Львівська область — 10 травня 1945, Відень, Австрія) — галицький священник УГКЦ, парох на парафіях в Кам'янці Лісній, Пристані, Бутинах, Батятичах.

## Життєпис
Народився 1887 року в родині заможних селян з присілку Левочки Симеона та Єфросинії Артимишин. Початкову освіту здобув в народній школі в с. Кам'янка Криве та ц. к. академічній гімназії у Львові. Навчався у Станіславівській греко-католицькій духовній семінарії, Греко-католицькій духовній семінарії у Львові, на теологічному факультеті Львівського університету, Греко-католицькій духовній семінарії в Перемишлі. 1912 р. — прийняв Тайну священства з рук перемишльського єпископа Константина Чеховича.

### Душпастирська праця
1914–1918 роки — парох у парафії села Кам'янка Лісна. У 1918–1922 роках працював на парафії в селі Пристань Сокальського району в Церкві св. Арх. Михаїла. 1922–1932 роки — парох у селі Бутини. Від 1932 року — парох села Батятичі (нині Кам'янко-Бузького району Львівської обл.).

### Еміграція
Не маючи наміру «переписуватися» на православних, вирішив емігрувати за кордон разом із дружиною Оксаною Сиротинською (1893 — 28 квітня 1980) та чотирма дітьми (Юрком, Богданом, Лесею та Даркою). Помер у Відні 10 травня 1945 року, де й був похований, поки 1968 р. його прах не перепоховали у Філадельфії, куди переїхала дружина Оксана з дітьми.
За влучним висловом Петра Чавса був Олексій Артимишин — «людиною меткою, енергійною, підприємливою, а при цьому товариською і всіма любленою».